# Печатна дейност и възпроизвеждане на записани носители
Печатната дейност и възпроизвеждане на записани носители е един от 34-те подотрасъла на преработващата промишленост в Статистическата класификация на икономическите дейности за Европейската общност.
Секторът обхваща печата на вестници, книги и други материали и производството на различни носители, най-често дискове, с музика, видео, софтуер и друго съдържание. Той включва и спомагателни дейности, като предпечатната подготовка или подвързването на книги, но не и издателската дейност – създаването и продажбата на възпроизвежданото съдържание.
В България към 2019 година в сектора работят около 11 хиляди души, а произведената продукция е на стойност 866 милиона лева.